# سحب قسري
السحب القسري هو عملية توصيل الهواء إلى مدخل محرك الاحتراق الداخلي. يُستخدم في السحب القسري ضاغط غاز لزيادة ضغط ودرجة حرارة وكثافة الهواء، ويُسمى المحرك غير المستخدم للسحب القسري بمحرك التنفس الطبيعي.

## الاستخدام
يُستخدم السحب القسري في السيارات والطائرات لزيادة قدرة وكفاءة المحرك . يتضمن محرك السحب القسري ضاغطان على التوالي. يكون شوط الانضغاط هو عملية الانضغاط الأساسية التي يحتويها كل محرك، بينما يقوم ضاغط إضافي بسحب الهواء لمدخل المحرك مسبباً السحب القسري.
تتسبب عملية الانضغاط المتوالي للهواء في زيادة نسبة الانضغاط الكلية للمحرك. يُسمى ضغط السحب الناتج عن الضاغط الإضافي بالضغط المعزز، ويُساعد ذلك محركات الطائرات للعمل على ارتفاعات كبيرة حيث تكون كثافة الهواء منخفضة.
تستفيد المحركات ذات الانضغاط الكبير بكمية طاقة مفيدة أكبر لكل وحدة وقود، ولذلك تزداد الكفاءة الحرارية للمحرك تماشياً مع تحليل القانون الثاني للديناميكا الحرارية لدورة القدرة البخارية.
إن السبب وراء عدم كون كل المحركات مرتفعة الانضغاط هو أنه يكون لكل وقود ذو رقم أوكتان معين نسبة انضغاط طبيعية، وإن زادت يشتعل الوقود تلقائياً قبل الآوان. يُسمى ذلك الإشعال المسبق أو الإشعال اللحظي أو فرقعة المحرك، ويُمكن أن يسبب ضرراً كبيراً للمحرك.
يُمكن للانضغاط المرتفع في محرك السحب الطبيعي أن يضع المحرك على بداية حدوث الإشعال اللحظي بكل سهولة، لكن المحرك ذو السحب القسري يمكن أن يحتوي على انضغاط أعلى بدون أن يتعرض للإشعال اللحظي، وذلك لأن شحنة الهواء يتم تبريدها بعد المرحلة الأولى للانضغاط باستخدام مبرد بيني.
أحد المصطلحات المهمة في انبعاثات محرك الاحتراق الداخلي هو معامل أكاسيد النيتروجين، أو كمية مركبات الأكسجين أو النيتروجين التي ينتجها المحرك. يُتحكم في مستوى هذه الانبعاثات بواسطة لوائح حكومية مبينة على الاختبارات.
ينتج عن الانضغاط المرتفع درجات حرارة مرتفعة، والتي بدورها تؤدي لانبعاثات أكثر من أكاسيد النيتروجين، وبالتالي فإن السحب القسري يُزيد من انبعاثات أكاسيد النيتروجين.

## أنواع الضواغط
يُستخدم نوعان من الضواغط في السحب القسري، وهما الشاحن التوربيني والشاحن التوربيني الفائق. الشاحن التوربيني هو ضاغط يُدار بواسطة غازات العادم، أما الشاحن التوربيني الفائق فيستخدم أنواع مختلفة من الضواغط لكنها جميعاً تُدار ميكانيكاً من المحرك بواسطة حزام عادة.
يُمكن أن يكون الضاغط إما من النوع الطارد المركزي أو نوع روتس أو موجب الإزاحة، ويعتبر الشاحن التوربيني الفائق اللولبي والضاغط المكبسي من أمثلة الضواغط الداخلية.

### الشواحن التوربينية

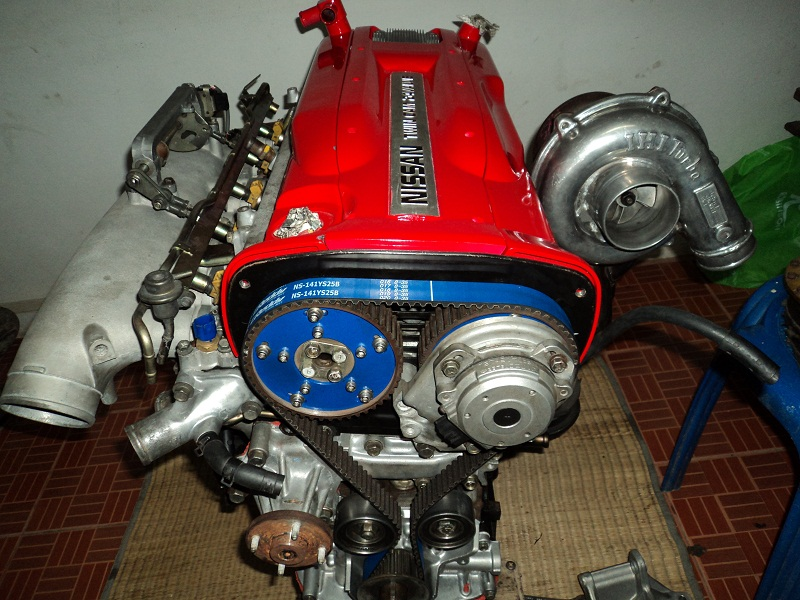
محرك نيسان أر بي مزود بشاحن توربيني.

يعتمد الشاحن التوربيني على حجم وسرعة غازات العادم لإدارة تربينة متصلة بضاغط بواسطة عمود دوران مشترك. يُمكن التحكم في الضغط المعزز الناتج من الشاحن التوربيني بواسطة مجموعة من صمامات التنفيث وأجهزة التحكم الإلكترونية.
إن الميزة الأساسية للشاحن التوربيني هي أنه يستهلك قدرة من المحرك أقل مما يستهلك الشاحن التوربيني الفائق، بينما العيب الأساسي له هو أنه يتأخر في الاستجابة للمحرك بشكل كبير، نظراً لاحتياجه للوقت حتى يصل لسرعة الدوران المطلوبة. يُعرف هذا التأخير في استجابة الشاحن التوربيني بمسمى التأخر التوربيني.
عندما يكون الشاحن التوربيني صغيراً، فإنه يدور أسرع ويعطي الضغط المعزز كاملاً عند سرعات المحرك المنخفضة، لكن الضغط المعزز سينخفض عند سرعات المحرك المرتفعة، بينما إن كان الشاحن التوربيني كبيراً فسيقدم أداءاً جيداً عند السرعات المرتفعة.
يُعتبر العمر التشغيلي المحدود للتربينة أحد المشاكل الشائعة في الشاحن التوربيني، ويرجع ذلك إلى درجات حرارة العادم المرتفعة التي يُمكن أن تتحملها التربينة، وتأثير التربينة على تدفق العادم.

### الشواحن التوربينية الفائقة

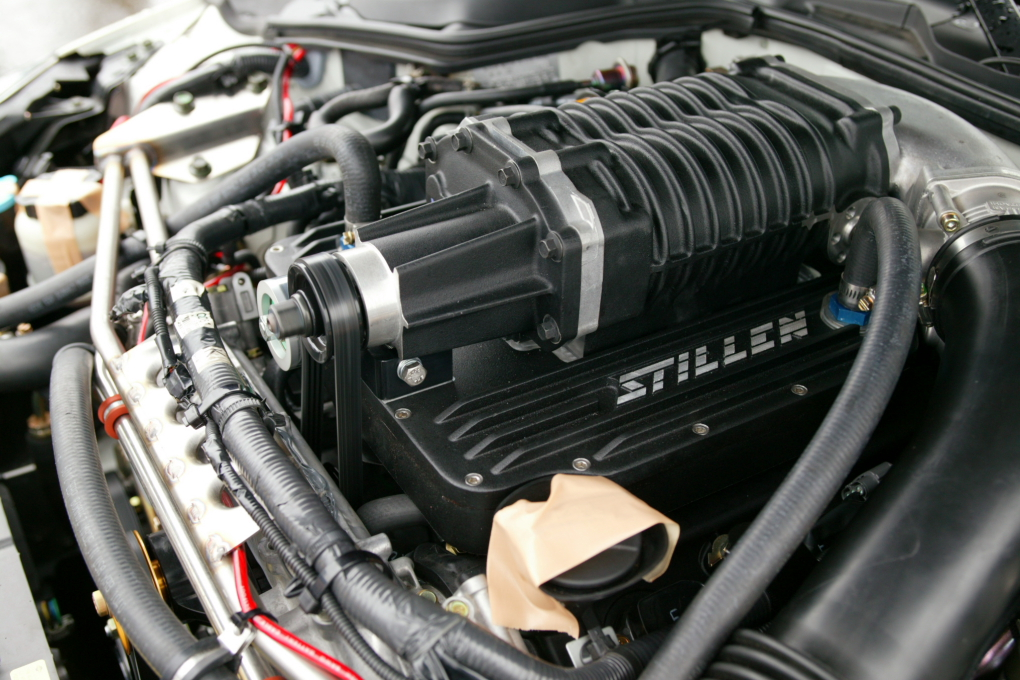
شاحن توربيني فائق في محرك نيسان في كيو.

لا تستغرق الشواحن التوربينية الفائقة وقتاً لتبدأ بالاستجابة وإعطاء الضغط، حيث أنها تكون متصلة ميكانيكاً بالمحرك وتدور بشكل يتناسب مع سرعة المحرك، كما أنها لا تشبه الشواحن التوربينية بسبب استخدامها للعزم الناتج من المحرك حتى تعمل، وبالفعل ينتج عن ذلك فقداً في القدرة والكفاءة.
يستخدم شاحن روتس التوربيني الفائق ريشتان على أسطوانتين يدوران لدفع الهواء إلى مدخل المحرك. يمتاز هذا النوع من الضاغط بإنتاجه لنفس نسبة الضغط عند أي سرعة للمحرك، وذلك بسبب كونه ضاغط موجب الإزاحة.
الشاحن التوربيني الفائق اللولبي هو أيضاً ضاغط موجب الإزاحة مثل شاحن روتس، لكن تصنيعه يكون أكثر صعوبة من تصنيع شواحن روتس الفائقة، ومع ذلك فإنه أكثر كفاءة في العمل وإنتاج هواء أكثر برودة.
الشاحن التوربيني الفائق الطارد مركزي ليس ضاغطاً موجب الإزاحة، ويكون له عادة كفاءة حرارية أفضل من شاحن روتس. تكون شواحن الطرد المركزي التوربينية الفائقة أصغر حجماً وأسهل في الاستخدام مع المبرد البيني.

### أكسيد النيتروز
يعتبر غاز أكسيد النيتروز (صيغته الكيميائية :N2O) المعروف بغاز الضحك، مزوداً للأكسجين للمحركات ذات السحب القسري، وذلك بسبب أنه يتكون من 36% أكسجين مقارنة بنسبة الأكسجين في الهواء الجوي البالغة 23.6%.
يستخدم سائقي السباقات أكسيد النيتروز بوضعه في زجاجات عند مدخل الهواء للمحرك، ثم يقوموا بإطلاقه بواسطة زر تحكم للحصول على مقدر إضافي من القدرة لفترة قصيرة.

## التبريد البيبني
أحد التأثيرات الجانبية للسحب القسري التي لا يُمكن تجنبها هي ارتفاع درجة حرارة الهواء عند انضغاطه، مما يؤدي لانخفاض كثافة الهواء وبالتالي تستقبل الأسطوانات كمية هواء أقل من تلك التي كان يجب أن يوفرها نظام السحب القسري، كما يزداد خطر حدوث الإشعال اللحظي.
يتم التغلب على هذه المساوئ بتبريد شحنة الهواء الخارجة من الشاحن التوربيني أو الشاحن التوربيني الفائق، وذلك بتمريرها في مبادل حراري يُطلق عليه المبرد البيني. تُبرد شحنة الهواء بتيار متدفق من الهواء عند درجة حرارة الجو ويُسمى المبرد هنا المبرد البيني للهواء بواسطة الهواء، كما تُبرد أيضاً بواسطة سائل وُطلق على المبرد هنا المبرد البيني للهواء بواسطة سائل.
تزداد كثافة شحنة الهواء عند انخفاض درجة حرارته، وبهذه الطريقة يوفر المبرد البيني إمكانية العمل عند نسب انضغاط أعلى، وتحقيق الاستفادة الكاملة من الضواغط المتتالية.
إن العيب الوحيدة للمبرد البيني تكمن في حجمه الذي يقترب من حجم المشعاع، بالإضافة إلى الأنابيب الملحقة به.

## حقن المياه
يُعتبر حَقن المياه وسيلة أخرى لتبريد شحنة الهواء لتفادي حدوث الإشعال اللحظي. يُخلط الميثانول مع المياه ليعمل كمانع تجمد بالإضافة إلى تصرفه كوقود بطئ الاحتراق. لا يضيف حقن المياه قدرة إضافية للمحرك على عكس أكسيد النيتروز أو السحب القسري، لكنه يسمح بزيادة قدرة المحرك بأمان.
يحدث حقن المياه عن طريق رش المياه في شحنة الهواء المضغوطة. تمتص المياه الحرارة من الهواء بينما تتبخر لتبريده، وتخفض درجات حرارة الاحتراق. يعتبر الكحول أيضاً الموجود في الشحنة وقوداً أبرد من البنزين ويحترق أبطئ منه.
يُمكن زيادة الضغط المعزز بأمان بدون استخدام وقود ذو رقم أوكتان مرتفع، وذلك بسبب انخفاض درجة حرارة وكثافة شحنة الهواء. يُستخدم حقن المياه غالباً في تطبيقات السباقات، ومع ذلك فقد اتضح كونه مفيداً ليُستخدم على نطاق أوسع.

## محركات الديزل
لا تحدث مشاكل الإشعال المسبق في محركات الديزل، بسبب أن الوقود يُحقن في نهاية شوط الانضغاط، لذلك تُستخدم نسبة انضغاط مرتفعة.
تستخدم معظم محركات الديزل الحديثة شاحن توربيني، وذلك لأن غازات العادم الناتجة من محرك الديزل تتدفق بقوة، مما يجعلها مناسبة جداً لتشغيل الشاحن التوربيني.
يسمح مدى السرعات الضيق الذي يعمل عليه محرك الديزل بأن يستخدم شاحن توربيني واحد لتشغيل المحرك عند جميع السرعات. تستطيع أيضاً الشواحن التوربينية أن تعطي ضغط معزز أكبر من ذلك الذي يعطيه الشاحن التوربيني الفائق، الأمر الذي يعتبر ضرورياً لمعظم محركات الديزل.

## اعتبارات تصميمية
يؤثر تصميم محركات البنزين ونسبة الانضغاط على القيمة القصوى الممكنة للضغط المعزز. يجب أن تُستبدل أو تطور بعض أجزاء المحرك عن تلك الموجودة في محرك التنفسس الطبيعي، للحصول على قدرة أكثر عند مستويات الضغط المعزز الأعلى.
تتضمن اعتبارات التصميم مضخة وحاقنات الوقود والمكابس وأذرع التوصيل وأعمدة المرفق والصمامات وحشية الرأس وبراغي الرأس. تعتمد القيمة القصوى الممكنة للضغط المعزز على رقم أوكتان الوقود واتجاه المحرك لحدوث الإشعال اللحظي. يُمكن أن يُستخدم البنزين عالي الجودة أو بنزين السباق لمنع حدوث الإشعال اللحظي ضمن حدود معينة.
يُمكن استخدام ضغط معزز أكبر عند استخدام الميثانول والإيثانول والغاز النفطي المسال والغاز الطبيعي المضغوط أكثر من ذلك عند استخدام البنزين، وذلك بسبب مقاومة أنواع الوقود السابقة المرتفعة للإشعال الذاتي.
يُمكن لمحركات الديزل أيضاً أن تستخدم قيم للضغط المعزز أكبر من تلك في حالة محركات البنزين، وذلك بسبب أن الهواء فقط هو الذي ينضغط خلال شوط الانضغاط ثم يُحقن الوقود في النهاية، مما يزيل مشكلة حدوث الفرقعة بشكل كامل.

### الدراجات النارية
تتضمن اعتبارات التصميم الفريدة للدراجات النارية التوصيل المتحكم فيه للقدرة ومواد غلاف المحرك للتخلص من الحرارة، والحجم ومركز الثقل المطلوب.